# Lilium floridum
Lilium floridum ist eine Pflanzen-Art aus der Gattung der Lilien (Lilium) in der Sektion Sinomartagon. Sie wurde 2000 von Ma Jilong und Li Yanjun erstbeschrieben.

## Beschreibung
Die Art erreicht Wuchshöhen von 80 bis 200 cm. Die Zwiebel besitzt eine rund-abgeplattete Form, ist 4 Zentimeter hoch und hat einen Durchmesser von 5 bis 6 Zentimetern, die Schuppen sind weiß. Der zylindrische Stängel ist grün, purpurn gestreift, längs breitgerillt und dicht weiß behaart, gelegentlich ist er papillös.
Die verstreut stehenden Blätter sind schmal lanzettförmig, 9 bis 15 Zentimeter lang und 0,8 bis 1,5 cm breit und sind zur Spitze hin verdickt. Die Blätter sind drei- bis fünfnervig und ebenfalls dicht weiß behaart. Die je Blütenstand zwei Tragblätter sind oval lanzettförmig bis schmal lanzettförmig, 3,5 bis 4,5 Zentimeter lang und 1,2 bis 1,6 Zentimeter breit, ansonsten den Laubblättern gleich.
Der schräg nach oben wachsende Blütenstängel ist 12 bis 14 Zentimeter lang, purpurn gestreift, behaart und längs breitgerillt. Der Blütenstand ist eine Traube oder Rispe und trägt bis zu 20 herabhängende Blüten. Die Knospe ist hellviolett bis hellrot und behaart, nach der Öffnung der Blüte sind die Blütenhüllblätter stark zurückgebogen (Türkenbundform).
Die roten Blütenhüllblätter sind lanzettförmig, an den Rändern gewellt und am Ansatz besetzt mit schwarzen Papillen. Die Blütenblätter des äußeren Blütenblattkreises sind 7,5 bis 9,0 Zentimeter lang und 1,7 bis 2,0 Zentimeter breit, die des inneren etwas breiter (2,1 bis 2,8 Zentimeter) und länger (7,7 bis 9,5 Zentimeter). Die Honigblätter sind papillös, die Staubblätter zwischen 5 und 5,5 Zentimeter lang und hellrot; die Staubbeutel eckig bis rund, 2 bis 2,5 Zentimeter lang und dunkelrot. Der Fruchtknoten ist zylindrisch, zwischen 1,8 und 2,2 Zentimeter lang, 0,3 Zentimeter breit und grün. Der Griffel ist hellrot, aufwärts gekrümmt und zwischen 4 und 4,5 Zentimeter lang, die Narbe hat drei dunkelrote, leicht angeschwollene Riefen. Blütezeit ist Ende Juli, Anfang August.
Die umgekehrt-eiförmige bis zylindrische Kapselfrucht ist 3,5, gelegentlich bis 4,5 Zentimeter lang und 1,9 (gelegentlich bis 2,1) Zentimeter breit. Der ringsum geflügelte Samen ist breit und eiförmig, 0,8 cm lang und 0,7 cm breit.

## Verbreitung
Die Art findet sich in der chinesischen Provinz Liaoning in den Fenghuang-Bergen (凤凰山) in Höhenlagen von 200 bis 400 m.

## Systematik
Über ihre genaue systematische Einordnung ist noch wenig bekannt, Lilium floridum steht jedoch morphologisch Lilium leichtlinii var. maximowiczii und Lilium amabile nahe.